# Camarosporium dalmaticum
Camarosporium dalmaticum är en svampart som först beskrevs av Thüm., och fick sitt nu gällande namn av Zachos & Tzav.-Klon. 1979. Camarosporium dalmaticum ingår i släktet Camarosporium, ordningen Botryosphaeriales, klassen Dothideomycetes, divisionen sporsäcksvampar och riket svampar.   Inga underarter finns listade i Catalogue of Life.